# Géczy István
Géczy István (Alsóábrány, 1860. május 20. – Budapest, 1936. január 8.) színműíró, színész. 1921-től a Petőfi Társaság tagja.

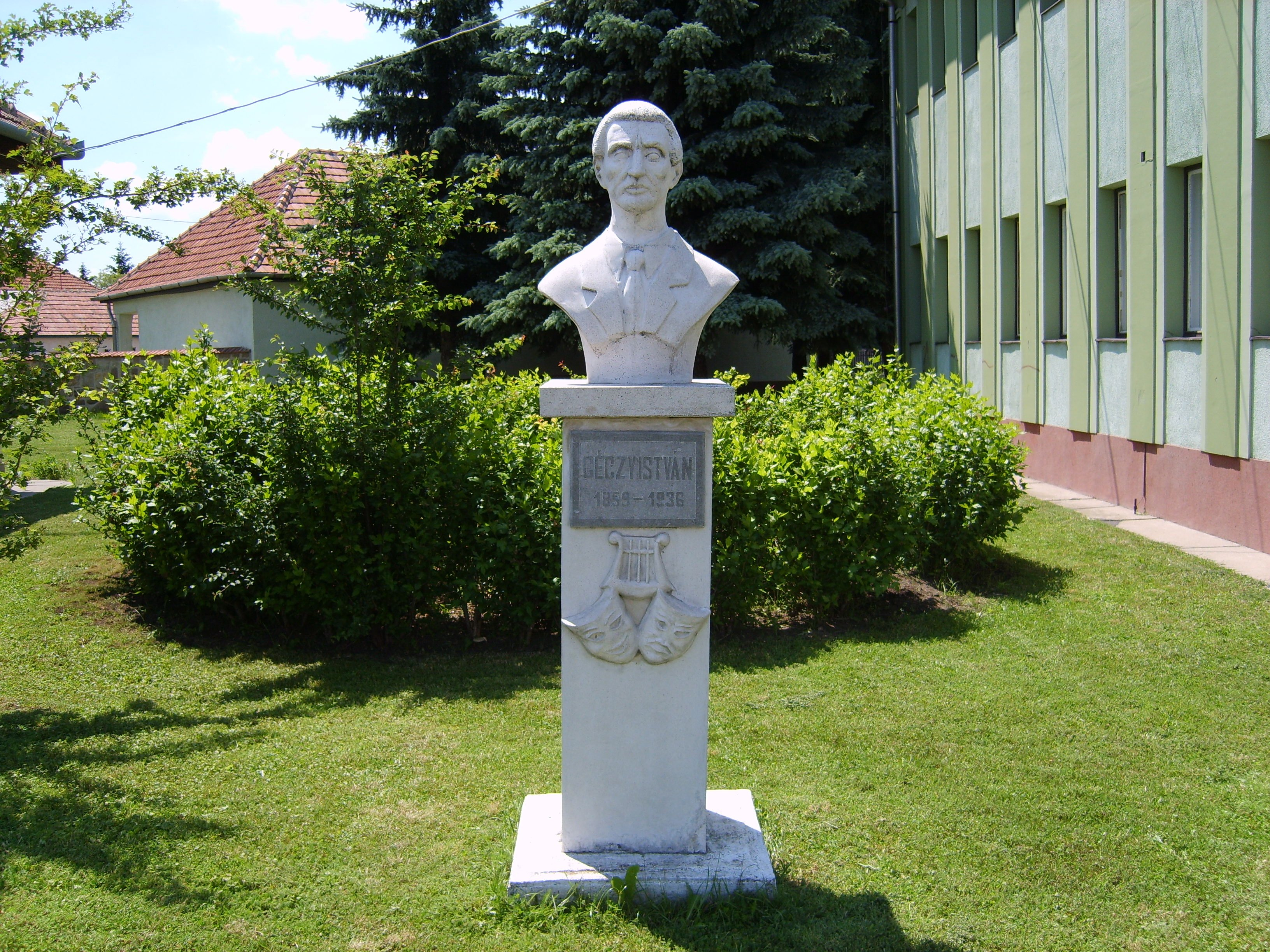
Géczy István mellszobra Bükkábrányban

## Pályája
Kezdetben festőművész akart lenni, de anyagi helyzete miatt beállt színésznek. Kisebb társulatok után az 1890-es években Újvidéken, Nagyszombatban, Brassóban játszott. 1897-től 1906-ig a Népszínház hivatalnokaként, utána az Országos Színészegyesületben dolgozott, 1912-ben az egyesület titkára lett. 1922-től haláláig a Színészek Lapja szerkesztője volt.
Népszínműveket írt, többségük nyomtatásban nem jelent meg. A gyimesi vadvirág (1897) című népszínműve tette országosan ismertté, darabját a Népszínházban és a vidéki színpadokon 1897-től nagy sikerrel játszották. Benne a mozgalmas mesét Torockó-vidéki néprajzi elemekkel vegyítette, és hiányzott belőle a régebbi népszínművek édeskés érzelmessége. (A darabból 1939-ben azonos című film is készült.)
Társszerzőkkel együttműködve másfajta színpadi műveket is írt. Hegedűs Gyulával közösen Az Apostol és az Enyészet című társadalmi drámákat, Kiss Arnolddal a Kazárföldön című énekes játékot, Lampérth Gézával a Rodostó történeti színművet, Szávay Gyulával a Petőfi, a Lavotta, a Dózsa György és a Martinovicsok című történeti drámákat.)

## Drámái
- A gyimesi vadvirág (1897)
- Az ördög mátkája (1897)
- A Sárdy-ház (1899)
- Az anyaföld (1900)
- Az erősebb (1902)
- Rodostó (Lampérth Gézával, 1903)
- Csokonai Vitéz Mihály (1903)
- Enyészet (Hegedűs Gyulával, 1905)
- Tévelygők (1908)
- Kazárföldön (dr. Kiss Arnolddal, 1910)
- A nemzetes asszony (1912)
- Petőfi (Szávay Gyulával, 1922)
- Lavotta (Szávay Gyulával, 1923)